# Grand Prix Belgii 2017
Grand Prix Belgii 2017 (oficjalnie 2017 Formula 1 Pirelli Belgian Grand Prix) – dwunasta eliminacja Mistrzostw Świata Formuły 1 w sezonie 2017. Grand Prix odbyło się w dniach 25–27 sierpnia na torze Circuit de Spa-Francorchamps w Stavelot.

## Lista startowa
Źródło: Wyprzedź Mnie!
| Nr | Kierowca          | Zespół                           | Samochód                      | Silnik                | Opony |
| -- | ----------------- | -------------------------------- | ----------------------------- | --------------------- | ----- |
| 2  | Stoffel Vandoorne | McLaren Honda Formula 1 Team     | McLaren MCL32                 | Honda RA617H 1.6T V6  | P     |
| 3  | Daniel Ricciardo  | Red Bull Racing                  | Red Bull RB13                 | TAG Heuer 1.6T V6     | P     |
| 5  | Sebastian Vettel  | Scuderia Ferrari                 | Ferrari SF70H                 | Ferrari 059/5 1.6T V6 | P     |
| 7  | Kimi Räikkönen    | Scuderia Ferrari                 | Ferrari SF70H                 | Ferrari 062 1.6T V6   | P     |
| 8  | Romain Grosjean   | Haas F1 Team                     | Haas VF-17                    | Ferrari 062 1.6T V6   | P     |
| 9  | Marcus Ericsson   | Sauber F1 Team                   | Sauber C36                    | Ferrari 059/5 1.6T V6 | P     |
| 11 | Sergio Pérez      | Sahara Force India F1 Team       | Force India VJM10             | Mercedes 1.6T V6      | P     |
| 14 | Fernando Alonso   | McLaren Honda Formula 1 Team     | McLaren MCL32                 | Honda RA617H 1.6T V6  | P     |
| 18 | Lance Stroll      | Williams Martini Racing          | Williams FW40                 | Mercedes 1.6T V6      | P     |
| 19 | Felipe Massa      | Williams Martini Racing          | Williams FW40                 | Mercedes 1.6T V6      | P     |
| 20 | Kevin Magnussen   | Haas F1 Team                     | Haas VF-17                    | Ferrari 059/5 1.6T V6 | P     |
| 26 | Daniił Kwiat      | Scuderia Toro Rosso              | Toro Rosso STR12              | Renault 1.6T V6       | P     |
| 27 | Nico Hülkenberg   | Renault Sport Formula One Team   | Renault R.S.17                | Renault 1.6T V6       | P     |
| 30 | Jolyon Palmer     | Renault Sport Formula One Team   | Renault R.S.17                | Renault 1.6T V6       | P     |
| 31 | Esteban Ocon      | Sahara Force India F1 Team       | Force India VJM10             | Mercedes 1.6T V6      | P     |
| 33 | Max Verstappen    | Red Bull Racing                  | Red Bull RB13                 | TAG Heuer 1.6T V6     | P     |
| 44 | Lewis Hamilton    | Mercedes AMG Petronas Motorsport | Mercedes AMG F1 W08 EQ Power+ | Mercedes 1.6T V6      | P     |
| 55 | Carlos Sainz Jr.  | Scuderia Toro Rosso              | Toro Rosso STR12              | Renault 1.6T V6       | P     |
| 77 | Valtteri Bottas   | Mercedes AMG Petronas Motorsport | Mercedes AMG F1 W08 EQ Power+ | Mercedes 1.6T V6      | P     |
| 94 | Pascal Wehrlein   | Sauber F1 Team                   | Sauber C36                    | Ferrari 059/5 1.6T V6 | P     |
| Nr | Kierowca          | Zespół                           | Samochód                      | Silnik                | Opony |

## Wyniki

### Sesje treningowe
Źródło: Wyprzedź Mnie!
| Sesja | Nr | Kierowca       | Konstruktor | Czas     | Okr. |
| ----- | -- | -------------- | ----------- | -------- | ---- |
| 1     | 7  | Kimi Räikkönen | Ferrari     | 1:45,502 | 13   |
| 2     | 44 | Lewis Hamilton | Mercedes    | 1:44,753 | 17   |
| 3     | 7  | Kimi Räikkönen | Ferrari     | 1:43,916 | 17   |

### Kwalifikacje
Źródło: Wyprzedź Mnie!
| Poz. | Nr | Kierowca          | Konstruktor          | Q1       | Q2       | Q3       | Poz. s. |
| --- | --- | ----------------- | -------------------- | -------- | -------- | -------- | ------- |
| 1 | 44 | Lewis Hamilton    | Mercedes             | 1:44,184 | 1:42,927 | 1:42,553 | 1       |
| 2 | 5 | Sebastian Vettel  | Ferrari              | 1:44,275 | 1:43,987 | 1:42,795 | 2       |
| 3 | 77 | Valtteri Bottas   | Mercedes             | 1:44,773 | 1:43,249 | 1:43,094 | 3       |
| 4 | 7 | Kimi Räikkönen    | Ferrari              | 1:44,729 | 1:43,700 | 1:43,270 | 4       |
| 5 | 33 | Max Verstappen    | Red Bull–TAG Heuer   | 1:44,535 | 1:43,940 | 1:43,380 | 5       |
| 6 | 3 | Daniel Ricciardo  | Red Bull–TAG Heuer   | 1:45,114 | 1:44,224 | 1:43,863 | 6       |
| 7 | 27 | Nico Hülkenberg   | Renault              | 1:45,280 | 1:44,988 | 1:44,982 | 7       |
| 8 | 11 | Sergio Pérez      | Force India–Mercedes | 1:45,591 | 1:44,894 | 1:45,244 | 8       |
| 9 | 31 | Esteban Ocon      | Force India–Mercedes | 1:45,277 | 1:45,006 | 1:45,369 | 9       |
| 10 | 30 | Jolyon Palmer     | Renault              | 1:45,447 | 1:44,685 | –        | 14      |
| 11 | 14 | Fernando Alonso   | McLaren–Honda        | 1:45,668 | 1:45,090 | –        | 10      |
| 12 | 8 | Romain Grosjean   | Haas–Ferrari         | 1:45,728 | 1:45,133 | –        | 11      |
| 13 | 20 | Kevin Magnussen   | Haas–Ferrari         | 1:45,535 | 1:45,400 | –        | 12      |
| 14 | 55 | Carlos Sainz Jr.  | Toro Rosso           | 1:45,374 | 1:45,439 | –        | 13      |
| 15 | 2 | Stoffel Vandoorne | McLaren–Honda        | 1:45,441 | –        | –        | 20      |
| 16 | 19 | Felipe Massa      | Williams–Mercedes    | 1:45,823 | –        | –        | 16      |
| 17 | 26 | Daniił Kwiat      | Toro Rosso           | 1:46,028 | –        | –        | 19      |
| 18 | 18 | Lance Stroll      | Williams–Mercedes    | 1:46,915 | –        | –        | 15      |
| 19 | 9 | Marcus Ericsson   | Sauber               | 1:47,214 | –        | –        | 17      |
| 20 | 94 | Pascal Wehrlein   | Sauber               | 1:47,679 | –        | –        | 18      |
| Poz. | Nr | Kierowca          | Konstruktor          | Q1       | Q2       | Q3       | Poz. s. |
| \| Legenda \| Legenda \| \| ------------------------ \| ---------------------------------------------------------------------------------------------------------------------------------------------------------------------------------------------------------------------------------------------------------------- \| \| Poz. Nr Q1 Q2 Q3 Poz. s. \| Pozycja zajęta w sesji kwalifikacyjnej Numer startowy kierowcy Wynik uzyskany w pierwszej części kwalifikacji Wynik uzyskany w drugiej części kwalifikacji Wynik uzyskany w trzeciej części kwalifikacji Pozycja startowa po uwzględnięniu kar, przesunięć, itp. \| | |                   |                      |          |          |          |         |
| Legenda | |                   |                      |          |          |          |         |
| Poz. Nr Q1 Q2 Q3 Poz. s. | Pozycja zajęta w sesji kwalifikacyjnej Numer startowy kierowcy Wynik uzyskany w pierwszej części kwalifikacji Wynik uzyskany w drugiej części kwalifikacji Wynik uzyskany w trzeciej części kwalifikacji Pozycja startowa po uwzględnięniu kar, przesunięć, itp. |                   |                      |          |          |          |         |

### Wyścig
Źródło: Wyprzedź Mnie!
| P                 | + / –     | Nr | Kierowca          | Konstruktor          | Okr. | Czas / Strata | Komentarz              |
| ----------------- | --------- | -- | ----------------- | -------------------- | ---- | ------------- | ---------------------- |
| 1                 | Bez zmian | 44 | Lewis Hamilton    | Mercedes             | 44   | 1:24:42,820   |                        |
| 2                 | Bez zmian | 5  | Sebastian Vettel  | Ferrari              | 44   | +0:02,358     |                        |
| 3                 | 3         | 3  | Daniel Ricciardo  | Red Bull–TAG Heuer   | 44   | +0:10,791     |                        |
| 4                 | Bez zmian | 7  | Kimi Räikkönen    | Ferrari              | 44   | +0:14,471     |                        |
| 5                 | 2         | 77 | Valtteri Bottas   | Mercedes             | 44   | +0:16,456     |                        |
| 6                 | 1         | 27 | Nico Hülkenberg   | Renault              | 44   | +0:28,087     |                        |
| 7                 | 4         | 8  | Romain Grosjean   | Haas–Ferrari         | 44   | +0:31,553     |                        |
| 8                 | 8         | 19 | Felipe Massa      | Williams–Mercedes    | 44   | +0:36,649     |                        |
| 9                 | Bez zmian | 31 | Esteban Ocon      | Force India–Mercedes | 44   | +0:38,154     |                        |
| 10                | 3         | 55 | Carlos Sainz Jr.  | Toro Rosso           | 44   | +0:39,447     |                        |
| 11                | 4         | 18 | Lance Stroll      | Williams–Mercedes    | 44   | +0:48,999     |                        |
| 12                | 7         | 26 | Daniił Kwiat      | Toro Rosso           | 44   | +0:49,940     |                        |
| 13                | 1         | 30 | Jolyon Palmer     | Renault              | 44   | +0:53,239     |                        |
| 14                | 6         | 2  | Stoffel Vandoorne | McLaren–Honda        | 44   | +0:57,078     |                        |
| 15                | 3         | 20 | Kevin Magnussen   | Haas–Ferrari         | 44   | +1:07,262     |                        |
| 16                | 1         | 9  | Marcus Ericsson   | Sauber               | 44   | +1:09,711     |                        |
| 17                | 9         | 11 | Sergio Pérez      | Force India–Mercedes | 42   | +2 okr.       | uszkodzenia po kolizji |
| Niesklasyfikowani |           |    |                   |                      |      |               |                        |
|                   |           | 14 | Fernando Alonso   | McLaren–Honda        | 25   | +16 okr.      | jednostka napędowa     |
|                   |           | 33 | Max Verstappen    | Red Bull–TAG Heuer   | 7    | +37 okr.      | jednostka napędowa     |
|                   |           | 94 | Pascal Wehrlein   | Sauber               | 2    | +43 okr.      | uszkodzenia po kolizji |
| P                 | + / –     | Nr | Kierowca          | Konstruktor          | Okr. | Czas / Strata | Komentarz              |

### Najszybsze okrążenie
Źródło: Wyprzedź Mnie!
| Nr | Kierowca         | Konstruktor | Czas     | Okr. |
| -- | ---------------- | ----------- | -------- | ---- |
| 5  | Sebastian Vettel | Ferrari     | 1:46,577 | 41   |

## Prowadzenie w wyścigu
Źródło: Racing–Reference.info
| Nr                              | Kierowca         | Okrążenia   | Suma |
| ------------------------------- | ---------------- | ----------- | ---- |
| 44                              | Lewis Hamilton   | 1-11, 14-44 | 41   |
| 5                               | Sebastian Vettel | 11-14       | 3    |
| \| Wykres \| \| ------ \| \| \| |                  |             |      |
| Wykres                          |                  |             |      |
|                                 |                  |             |      |

## Klasyfikacja po zakończeniu wyścigu

### Kierowcy
| P                 | +/− | Kierowca           | Starty | Punkty | P1 | P2 | P3 | PP | NO | NS |
| ----------------- | --- | ------------------ | ------ | ------ | -- | -- | -- | -- | -- | -- |
| 1                 | 0   | Sebastian Vettel   | 12     | 220    | 4  | 5  | –  | 2  | 2  | –  |
| 2                 | 0   | Lewis Hamilton     | 12     | 213    | 5  | 2  | –  | 7  | 6  | –  |
| 3                 | 0   | Valtteri Bottas    | 12     | 179    | 2  | 3  | 3  | 2  | –  | 1  |
| 4                 | 0   | Daniel Ricciardo   | 12     | 132    | 1  | –  | 5  | –  | –  | 3  |
| 5                 | 0   | Kimi Räikkönen     | 12     | 128    | –  | 2  | 2  | 1  | 2  | 1  |
| 6                 | 0   | Max Verstappen     | 12     | 67     | –  | –  | 1  | –  | –  | 6  |
| 7                 | 0   | Sergio Pérez       | 12     | 56     | –  | –  | –  | –  | 1  | 1  |
| 8                 | 0   | Esteban Ocon       | 12     | 47     | –  | –  | –  | –  | –  | –  |
| 9                 | 0   | Carlos Sainz Jr.   | 12     | 36     | –  | –  | –  | –  | –  | 4  |
| 10                | 0   | Nico Hülkenberg    | 12     | 34     | –  | –  | –  | –  | –  | 2  |
| 11                | 0   | Felipe Massa       | 11     | 27     | –  | –  | –  | –  | –  | 2  |
| 12                | +1  | Romain Grosjean    | 12     | 24     | –  | –  | –  | –  | –  | 3  |
| 13                | −1  | Lance Stroll       | 12     | 18     | –  | –  | 1  | –  | –  | 3  |
| 14                | 0   | Kevin Magnussen    | 12     | 11     | –  | –  | –  | –  | –  | 3  |
| 15                | 0   | Fernando Alonso    | 10     | 10     | –  | –  | –  | –  | 1  | 5  |
| 16                | 0   | Pascal Wehrlein    | 10     | 5      | –  | –  | –  | –  | –  | 2  |
| 17                | 0   | Daniił Kwiat       | 12     | 4      | –  | –  | –  | –  | –  | 3  |
| 18                | 0   | Stoffel Vandoorne  | 11     | 1      | –  | –  | –  | –  | –  | 3  |
| 19                | 0   | Jolyon Palmer      | 11     | 0      | –  | –  | –  | –  | –  | 3  |
| 20                | 0   | Marcus Ericsson    | 12     | 0      | –  | –  | –  | –  | –  | 3  |
| 21                | 0   | Antonio Giovinazzi | 2      | 0      | –  | –  | –  | –  | –  | 1  |
| Niesklasyfikowani |     |                    |        |        |    |    |    |    |    |    |
|                   |     | Jenson Button      | 1      | –      | –  | –  | –  | –  | –  | 1  |
|                   |     | Paul di Resta      | 1      | –      | –  | –  | –  | –  | –  | 1  |
| P                 | +/− | Kierowca           | Starty | Punkty | P1 | P2 | P3 | PP | NO | NS |

### Konstruktorzy
| P  | +/− | Konstruktor               | Starty | Punkty | P1 | P2 | P3 | PP | NO | NS |
| -- | --- | ------------------------- | ------ | ------ | -- | -- | -- | -- | -- | -- |
| 1  | 0   | Mercedes                  | 24     | 392    | 7  | 5  | 3  | 9  | 6  | 1  |
| 2  | 0   | Ferrari                   | 24     | 348    | 4  | 7  | 2  | 3  | 4  | 1  |
| 3  | 0   | Red Bull Racing TAG Heuer | 24     | 199    | 1  | –  | 6  | –  | –  | 9  |
| 4  | 0   | Force India Mercedes      | 24     | 103    | –  | –  | –  | –  | 1  | 1  |
| 5  | 0   | Williams Mercedes         | 24     | 45     | –  | –  | 1  | –  | –  | 6  |
| 6  | 0   | Toro Rosso                | 24     | 40     | –  | –  | –  | –  | –  | 7  |
| 7  | 0   | Haas Ferrari              | 24     | 35     | –  | –  | –  | –  | –  | 6  |
| 8  | 0   | Renault                   | 23     | 34     | –  | –  | –  | –  | –  | 5  |
| 9  | 0   | McLaren Honda             | 22     | 11     | –  | –  | –  | –  | 1  | 9  |
| 10 | 0   | Sauber                    | 24     | 5      | –  | –  | –  | –  | –  | 6  |
| P  | +/− | Kierowca                  | Starty | Punkty | P1 | P2 | P3 | PP | NO | NS |